# 南投 (大字)
南投，是臺灣南投縣南投市的一個傳統地域名稱，也是全市核心聚落及行政中心所在地，位於該市中部。相較於今日行政區，其範圍大致包括崇文里、彰仁里、南投里、仁和里、龍泉里、康壽里、三民里東半部。

## 歷史
台灣清治末期至日治初期，南投地區為一街庄，稱為「南投街」，隸屬於南投堡。該街北與牛運堀庄為鄰，東與包尾庄為鄰，南邊及西邊為三塊厝庄。
1901年（日治明治三十四年）11月，全台廢縣廳改設二十廳，該街隸屬於南投廳。1903年（明治三十六年）6月，該街編入「南投區」，隸屬於南投廳。1909年（明治四十二年）10月，合併二十廳為十二廳，南投區仍隸屬於南投廳。1920年（大正九年），全台地方制度大改正，廢十二廳改設五州二廳，該街改制為「南投」大字，隸屬於臺中州南投郡南投街。
戰後南投街改制為南投鎮，隸屬於臺中縣，大字亦改制為里。1950年10月，中、彰、投分治，南投鎮改隸屬南投縣。1981年，南投鎮升格為南投市。

## 聚落
本地區發展較早的聚落為南投、番仔井、下庄仔等，在日治期初期的官方地圖上已有記載。

## 交通
國道3號又稱「福爾摩沙高速公路」，是貫穿台灣西部的兩條縱向高速公路之一，大致以西北—東南蜿蜒經過三塊厝地區東北部邊界外不遠處。北側最近的交流道是福崗路一段交會處的南投交流道，南側最近的是名間交流道。由此等可快速前往台灣南北各地，或於北側的中興系統交流道轉省道台76線以前往彰化平原。福崗路一段位於本地區北郊的牛運堀與半山交界地帶，可通往省道台3甲線與台3線。
省道台3線（南崗二路～一路）俗稱「內山公路」，是臺北至屏東的平面幹道，大致以北北西—南南東走向轉西北微北—東南微南走向經過本地區東部。由該道路向北北西經省道台14丁線路口後繞彎道轉東北經省道台14乙線立體交叉路口、國道3號高架橋下後可前往草屯、霧峰、大里、台中市區等地；向東南微南經省道台14乙線終點路口、省道台3甲線終點路口後可前往名間、竹山、林內、斗六等地。
省道台3甲線（彰南路一段）是草屯至南投的幹道，大致以縱向轉北北西—南南東走向再轉北北東—南南西走向經過本地區東端南側凸出部分。由該道路向北可前往南投市區、牛運堀、半山、林子，於省道台14丁線終點路口轉東北經國道3號高架橋下後可續前往營盤口、山腳、山腳與林子頭交界地帶、草屯市區、番子田與牛屎崎交界地帶並止於省道台3線路口；向南南西經省道台14乙線路口可前往茄苳腳北部並止於省道台3線另一路口。
省道台14乙線（中興路）是芬園至南投五塊厝的平面幹道，大致以東北東—西南西走向經過本地區東端南側凸出部分的南部。由該道路向東北東轉北微西再轉東北可前往包尾、軍功寮、內轆、營盤口、山腳南部、國道3號中興交流道、月眉厝、新庄西部的北投舊街聚落、石頭埔、下茄荖並止於省道台14線路口；向西南西經省道台3甲線路口可前往茄苳腳北側並止於省道台3線路口。
縣道139號（嶺興路、民族路）是彰化至鹿谷初鄉的道路，大致以西向東由本地區西南部邊界入境後，轉西南西—東北東走向蜿蜒而行，經省道台3線路口後續行以至出境。由該道路向西至橫山聚落北郊的縣道139乙線起點路口轉北可前往芬園與員林／大村／花壇交界地帶、花壇與彰化交界地帶、彰化市區並止於省道台1線路口；向東北東經南投市區後轉東南可前往中寮、集集、鹿谷並止於縣道151號路口。

## 學校
- 南投國小
- 康壽國小

## 文化資產
- 藍田書院（縣定古蹟）

## 廟宇
- 南投配天宮（媽祖廟）
- 南投龍泉寺（佛寺）

## 休閒設施
- 中山公園